# Contea di Sawyer
La contea di Sawyer (in inglese, Sawyer County) è una contea dello Stato del Wisconsin, negli Stati Uniti. La popolazione al censimento del 2000 era di 16 196 abitanti. Il capoluogo di contea è Hayward.